# Ablemma ruohomaekii
Ablemma ruohomaekii là một loài nhện trong họ Tetrablemmidae.
Loài này thuộc chi Ablemma. Ablemma ruohomaekii được Lehtinen miêu tả năm 1981.